# جونيور ميخائيل
جونيور ميخائيل (بالإنجليزية: Junior Michael)‏ هو لاعب كرة قدم ساموي، ولد في 15 أبريل 1971 في ساموا. شارك مع منتخب ساموا لكرة القدم. أما مع النوادي، فقد لعب مع Titavi FC ‏.

## وصلات خارجية
- جونيور ميخائيل على موقع الاتحاد الدولي (مؤرشف)  (الإنجليزية)